# Enrique García Velloso
Enrique García Velloso fue un dramaturgo, director de cine, director de teatro y guionista que nació en Rosario, provincia de Santa Fe, Argentina el 2 de septiembre de 1880 y falleció en Buenos Aires, Argentina, el 27 de enero de 1938. Era hijo del escritor y poeta Juan José García Velloso (1849 - 1907). tuvo una hija llamada Luz María García Velloso (1910 - 1925)

## Actividad artística
Escribió más de cien obras teatrales con las cuales cubrió los más variados géneros: zarzuelita criolla, sainete porteño, comedia de costumbres, drama, tragicomedia, vodevil y opereta, si bien sus mejores obras son las teatrales. Fue profesor de castellano, literatura y declamación, escribió libros de esas materias: Historia de la literatura argentina (1910), Antología poética, Arte de la declamación (tres tomos) y El arte del comediante (tres tomos, 1927). En 1910 fundó la Sociedad de Autores Dramáticos, que luego pasó a llamarse Argentores, fue su primer presidente y cumplió un papel fundamental en el reconocimiento de los derechos de autor en Argentina. En el Conservatorio Labardén, un instituto privado de enseñanza artística, fundado en 1907 por Gregorio de Laferrère del que fue director Calixto Oyuela, García Velloso fue Secretario alternándose con personalidades como Josué Quesada y Juan Pablo Echagüe.
A los quince años escribió Chin-Yonk, su primera pieza, no tuvo éxito con El corneta Belgrano (1901), pero lo consiguió con Jesús Nazareno (1902) y Mamá Culepina (1916), cuyo personaje es una cuartelera que sigue a las tropas de Lucio V. Mansilla, y con Gabino el Mayoral. 
En cine dirigió en 1914 la película muda Amalia, sobre su adaptación de la novela homónima de José Mármol. En este filme, que fue el primer largometraje de su país, actuaron actores aficionados de la alta sociedad porteña y se estrenó con fines benéficos en el Teatro Colón. También filmó Mariano Moreno y la Revolución de Mayo (1915). 
Fue una figura muy influyente en el campo de la actuación teatral y entre quienes dirigió en ese campo se destaca la figura de Roberto Casaux. Falleció en Buenos Aires, Argentina, el 27 de enero de 1938.

## Obras de teatro
- La loca del azul
- El tango en París
- El zapato de cristal
- En el barrio de las ranas
- Gabino, el mayoral
- Veinticuatro horas dictador
- Morriña...morriña mia!
- La bengalí

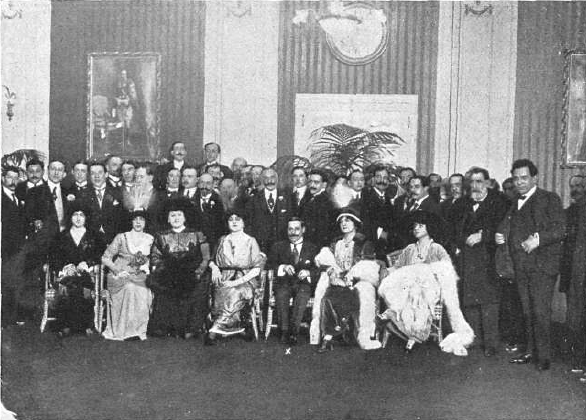
García Velloso rodeado de artistas y periodistas en una fiesta que organizó en el Hotel Palace durante su estancia en España en 1913

- En la tierra de la paz y del amor
- La palomita de la puñalada
- La sombra
- Las termas de colo colo
- Mama Culepina
- El mascoton
- Oran al freno
- Jesús Nazareno
- Gabino el mayoral
- El Dios de la suerte
- Eclipse de sol
- Armenonville (1920)
- Caín
- Instituto Internacional de Señoritas
- Chispas de la hoguera
- Eclipse de sol
- El chiripá rojo
- El Copetín
- Criollo viejo!  (en colaboración con Humberto Cairo)
- El club Pueyrredon 	(en colaboración con Armando García Velloso)
- Los conquistadores del desierto (en colaboración con José González Castillo y Folco Testena)
- Dios!  (en colaboración con José González Castillo y Folco Testena)
- Los rayos X (música incidental de Andrés Gaos) (ca. 1912-1916)
- Gigoló

## Filmografía
Guionista;
- El tango en París (1956)
- El baño de Afrodita (1949)
- Eclipse de sol (1943)
- Besos brujos (1937)
- Te quiero con locura (1935) (Estados Unidos)
- Mariano Moreno y la revolución de Mayo (1915)

Director;
- El movimiento continuo (1916)
- Un romance argentino (1916)
- Mariano Moreno y la revolución de Mayo (1915)
- Amalia (1914)

Director de fotografía;
- Amalia (1914)